# Стэнли Гиббонс (каталог марок)
«Стэ́нли Ги́ббонс» (англ. Stanley Gibbons) — широко распространённый универсальный каталог почтовых марок всего мира, издаваемый с 1865 года на английском языке в Лондоне (Великобритания) филателистической фирмой «Stanley Gibbons Limited».

## История
Впервые каталог почтовых марок будущего основателя фирмы Эдварда Стэнли Гиббонса вышел в 1865 году в Плимуте. С 1879 года это уже ежегодник, выходящий в Лондоне как универсальный каталог марок всего мира. Каталог не раз менял свою форму. В 1897—1945 годах он выпускался в двух томах — Великобритания с колониями и иностранные государства. С 1947 по 1950 год второй том был разделён на семь частей. Затем, до 1970 года, каталог представлял собой трёхтомник — Великобритания, Европа и колонии, остальной мир, которые соответствовали так называемым «красному», «зелёному» и «синему» (по цвету переплёта) «Гиббонсу». В 1972 году произошла реорганизация и появились алфавитные тома — три для Европы и четыре — для остального мира.
В 1984 году вышел каталог «Птицы», ознаменовавший начало выпуска издательством мотивных каталогов.

## Описание
Так называемый «Большой Гиббонс» состоит из 22 томов.
С 1979 года каталог имеет современную структуру, согласно которой он разделён на следующие части:
- Первая часть (в двух томах; переплёт красного цвета) — Великобритания, страны Содружества и Ирландия[5][6].
- Части 2—11 (зелёный переплёт) — страны Европы: Австрия и Венгрия (2), Балканы (3), Бенилюкс (4), Чехия, Словакия и Польша (5), Франция (6), Германия (7), Италия и Швейцария (8), Испания и Португалия (9), Россия, СССР и Монголия (10), Скандинавия(10)[7].
- Части 12—22 (синий переплёт) — неевропейские государства: Африка (12—14), Центральная Америка (15), Центральная Азия (16), Китай (17), Япония и Корея (18), Средний Восток (19), Южная Америка (20), Юго-Восточная Азия (21), США (22)[7].

Каталог «Стэнли Гиббонс» (красный, 2007). Британская империя и Содружество (1840—1952)

Все части, кроме первой, не имеют конкретных сроков переиздания и выпускаются по мере надобности, то есть после распродажи предыдущего тиража.
Иллюстрации марок в каталоге приводятся в ¾ их формата, а водяные знаки и надпечатки — в натуральную величину. С 1979 года каждый часть (том) начинается с введения, в котором, в частности, говорится, что в каталог включены марки и блоки официальных почтовых администраций. Фискальные выпуски описываются, если только их использовали в качестве почтовых. В каталог не включены фискальные марки и почтовые марки, использованные в качестве фискальных, марки частных почт и местных выпусков, телеграфные, железнодорожных и авиационных сборов, спекулятивные и учебные, почтовые ярлыки.
Все знаки почтовой оплаты расположены в хронологическом порядке, причём доплатные, служебные и прочие включены в общую каталогизацию и отличаются только индексом перед номером, например, D перед номером доплатных марок. Перед номером блока стоит индекс MS. Если блок продавался как единое целое — даётся один номер, если же марки блока могли продаваться и использоваться отдельно, то каждая имеет свой номер. Перед описанием марок той или иной страны приводится таблица денежных единиц, даётся краткая историко-географическая справка, указываются почтовые администрации-предшественницы. При необходимости сообщается, какая почтовая администрация действует на этой территории в настоящее время.
«Гиббонс» является единственным в мире каталогом, дающим подробное описание почтовых выпусков советских районов Китая 1929—1934 годов, освобождённых районов 1937—1949 годов, марок Индонезийской республики 1945—1949 годов и других.
Марки России и СССР помещены в десятой части. Раздел РСФСР начинается со сберегательных марок. Все выпуски до 1950 года описаны очень подробно, чего нельзя сказать о более поздних. После марок России и СССР приводятся выпуски различных почтовых администраций на территории бывшего СССР, в том числе марки периода гражданской войны, русских заграничных почт, Украины, Кавказа, Прибалтики, Тувинской Народной Республики.

## «Марки мира»
Каталог «Стэнли Гиббонс» имеет также полную иллюстрированную, но облегчённую версию, выходящую под названием «Stamps of the World» («Марки мира») и включающую описание и оценочную стоимость всех почтовых марок и блоков мира.
Упрощённый каталог-справочник впервые увидел свет в 1934 году и ежегодно обновляется с 1950 года. До 1970 года включительно издание публиковалось под названием «Stanley Gibbons Simplified Catalogue» («Упрощённый каталог „Стэнли Гиббонс“»), а в 1971 году получило своё нынешнее наименование.
В 1982—1988 годах каталог печатался уже в двух томах, в 1989—2001 годах — в трёх, в 2002—2005 годах — в четырёх, в 2006—2010 годах — в пяти томах. С 2011 года «Упрощённый каталог марок мира „Стэнли Гиббонс“» («Stanley Gibbons Simplified Catalogue of Stamps of the World») включает шесть томов. В 2015 году вышло 81-е издание каталога, к которому в сентябре 2015 года было сделано первое дополнение в виде приложения к журналу «Gibbons Stamp Monthly» («Gibbons Stamp Monthly Catalogue Supplement»).
В упрощённом варианте поддерживаются тот же принцип включения видов марок и та же каталожная нумерация, что и в основных каталогах «Стэнли Гиббонс». Иллюстрации марок даются как в цвете, так и в чёрно-белом исполнении.

## Примечание
1. ↑  Некоторые источники транслитерируют название как «Стенли Гиббонс».
2. ↑  Давыдов П. Г. Гиббонс, Эдвард Стэнли. Знаменитые люди: Персоналии почты и филателии. Смоленск: Мир м@рок; Союз филателистов России (25 октября 2009). Дата обращения: 15 февраля 2011. Архивировано 29 марта 2019 года.
3. 1 2 3 4 5  Гиббонса каталог // Большой филателистический словарь / Н. И. Владинец, Л. И. Ильичёв, И. Я. Левитас  … [и др.]; под общ. ред. Н. И. Владинца и В. А. Якобса. — М. : Радио и связь, 1988. — С. 63. — 40 000 экз. — ISBN 5-256-00175-2.
4. ↑  Илюшин А. С. Филателия. Megabook. Мегаэнциклопедия Кирилла и Мефодия. М.: Компания «Кирилл и Мефодий». Дата обращения: 15 октября 2015. Архивировано 15 октября 2015 года.
5. ↑  Great Britain and Countries A to I // Stanley Gibbons Stamp Catalogue. Part 1. British Commonwealth 2001. Including post-independence issues of Ireland: In 2 Vols. — 103rd edn. — London and Ringwood, UK: Stanley Gibbons Limited, 2000. — Vol. 1. — 960 p. — ISBN 0-85259-493-3. (англ.)
6. ↑  Countries J-Z // Stanley Gibbons Stamp Catalogue. Part 1. British Commonwealth 2001. Including post-independence issues of Ireland: In 2 Vols. — 103rd edn. — London and Ringwood: Stanley Gibbons Limited, 2000. — Vol. 2. — 1008 p. — ISBN 0-85259-494-1. (англ.)
7. 1 2  Данные за 1991 год.
8. 1 2 3 4  Introduction. Information for Users // Stanley Gibbons Simplified Catalogue. Stamps of the World: Countries Abu Dhabi — Charkhari. — 81st edn. — London, Ringwood, UK: Stanley Gibbons Ltd., 2015. — Vol. 1. — P. i—ix. — ISBN 0-85259-954-4. (англ.)